# Theras
Theras (altgriechisch Θήρας Thḗras) ist eine mythische Figur der griechischen Geschichte im Rahmen der Dorischen Wanderung. Gemäß den Historien des Herodot war er der Sohn von Autesion, dem König von Theben, Enkel des Teisamenos und Nachfahre des phoinikischen Herrschers Kadmos.
Autesion hatte wegen eines Orakelspruchs mit seinen beiden Kindern Theben verlassen müssen, hatte sich den Dorern angeschlossen und mit ihnen die Region Lakonien besiedelt. Seine Tochter Argeia hatte den dorischen König Aristodemos geheiratet. Sein Sohn Theras wurde nach dem Tod des Aristodemos zum Vormund seiner minderjährigen Neffen Eurysthenes und Prokles und herrschte an Stelle der minderjährigen Kinder des vorherigen Königs über Lakonien und die dort entstandene Stadt Sparta. Als die Kinder volljährig wurden und die Herrschaft übernahmen, beschloss Theras, gemeinsam mit in Lakonien ansässigen Minyern Sparta und die Region zu verlassen und sich auf der ägäischen Insel Kalliste (altgriechisch Καλλίστῃ Kallístē) niederzulassen, die von Verwandten des Kadmos vor acht Generationen besiedelt worden war.
Laut Herodot stach er mit drei Galeeren mit je 30 Ruderern in See, wurde von den Bewohnern der Insel als König anerkannt und sie wurde in der Folge nach ihm als Oikistes bzw. eponymem Heros mit dem Namen Thera (Θήρα Thḗra) bezeichnet. Die Insel wird heute auch Santorin genannt.
Pausanias beschreibt in seiner Beschreibung Griechenlands den Zug des Theras auf die Insel Kalliste / Thera als geplante Gründung einer dorischen Kolonie mit Unterstützung durch Eurysthenes und Prokles. Er berichtet außerdem, Theras sei auf Thera noch zu seiner Zeit (2. Jahrhundert n. Chr.) mit einem jährlichen Opfer als Heros verehrt worden.
Archäologisch lässt sich die Gründung der Stadt Alt-Thera auf einem Berggrat der Insel Thera im 9. Jahrhundert v. Chr. nachweisen.